# Hatuna Narimanidze
Hatuna Narimanidze, gruzinska lokostrelka, * 2. februar 1974.
Sodelovala je na lokostrelskem delu poletnih olimpijskih igrah leta 2004, kjer je osvojila 51. mesto v individualni konkurenci.